# Новоселиця (Звенигородський район)
Новосе́лиця — село в Україні, у Катеринопільській селищній громаді
Звенигородського району Черкаської області. Населення становить 1102 осіб.

## Історія
Село засноване до 1921 року.
12 червня 2020 року, відповідно до розпорядження Кабінету Міністрів України № 728-р, Новоселицька сільська рада об'єднана з Катеринопільською селищною громадою.
17 липня 2020 року, в результаті адміністративно-територіальної реформи та ліквідації Катеринопільського району, село увійшло до складу Звенигородського району.

## Відатні особи
- Бабенко Георгій Овксентійович (1921—2001) — український біохімік, заслужений діяч науки України, академік.
- Пономаренко Дмитро Борисович (1985—2015) — старший солдат Збройних сил України, учасник російсько-української війни.